# Roussac
Roussac korábbi község Franciaország Új-Aquitania régiójában, Haute-Vienne megyében. 2019. január 1-jén Saint-Pardoux és Saint-Symphorien-sur-Couze korábbi községekkel egyesült és az így létrejött Saint-Pardoux-le-Lac új község része lett.
Lakosainak száma 453 fő (2018. január 1.). Roussac Rancon, Balledent, Berneuil, Le Buis, Châteauponsac, Nantiat, Saint-Junien-les-Combes és Saint-Symphorien-sur-Couze községekkel határos.

## Népesség
A település népessége az elmúlt években az alábbi módon változott:
| Lakosok száma | 467  | 456  | 460  | 454  | 453  |
|               | 2013 | 2015 | 2016 | 2017 | 2018 |